# Balambér
A Balambér férfikeresztnév, egy hun uralkodó neve, amely valószínűleg a germán Baldemar névből származik, és a jelentése: merész + híres.

## Gyakorisága
Az 1990-es években szórványosan fordult elő, a 2000-es években nem szerepel a 100 leggyakoribb férfinév között.

## Névnapok
- január 26.[2]
- február 23.[2]
- február 27.,[2] szökőévben február 28.

## Híres Balambérok
Balambér hun király